# جنب‌جنوبگان

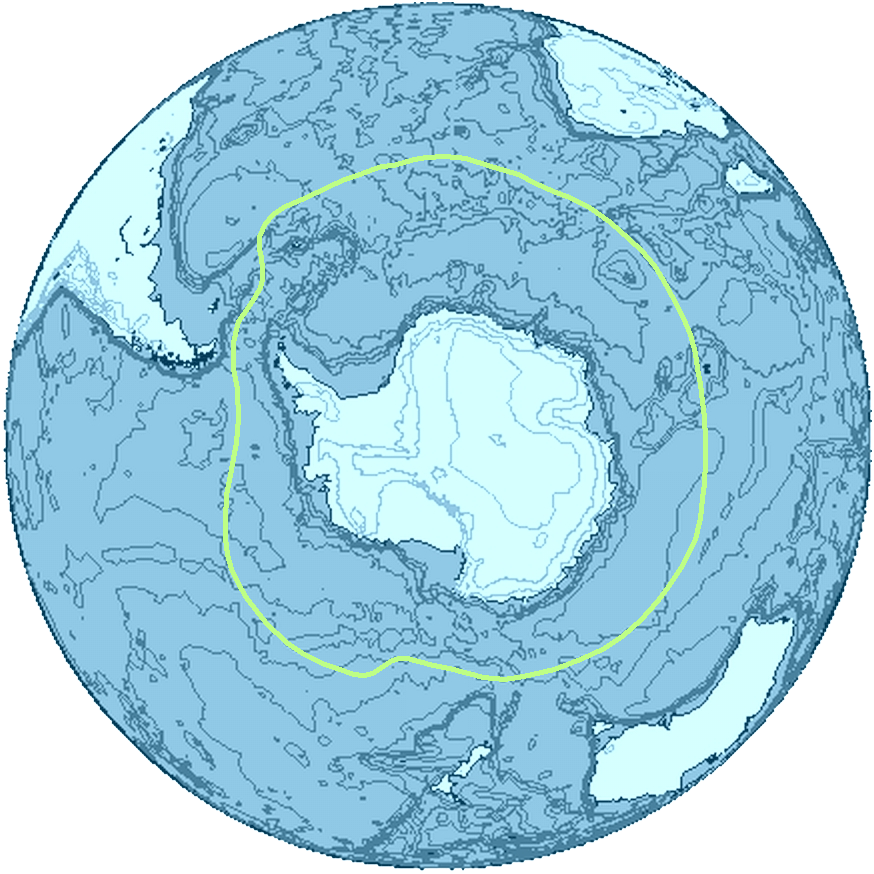
نوار همگرایی جنوبگان

جنب‌جنوبگان یا زیرجنوبگان، ناحیه ای در نیم‌کره جنوبی است که در شمال جنوبگان قرار گرفته‌است. این ناحیه تقریباً در محدوده ۴۰ تا ۶۰ درجه جنوبیِ خط استوا واقع شده‌است. این ناحیه شامل جزایر بسیاری در نواحی جنوبی اقیانوس هند، اقیانوس اطلس، اقیانوس آرام به خصوص آنهایی که در شمال نوار همگرایی جنوبگان قرار گرفته‌اند می‌شود. یخچال‌های طبیعی جنب‌جنوبگان طبق تعریف در جزایر واقع در ناحیه جنب‌جنوبگان واقع شده‌اند. تمام یخ رودهای واقع در قاره جنوبگان طبق تعریف یخ‌رودهای جنوبگان نامیده می‌شوند.

## جغرافیا
ناحیه جنب‌جنوبگان از دو منطقه و سه جبهه تشکیل شده‌است. این دو منطقه، منطقه زیر جنوبگان و منطقه پیشانی قطبی هستند.

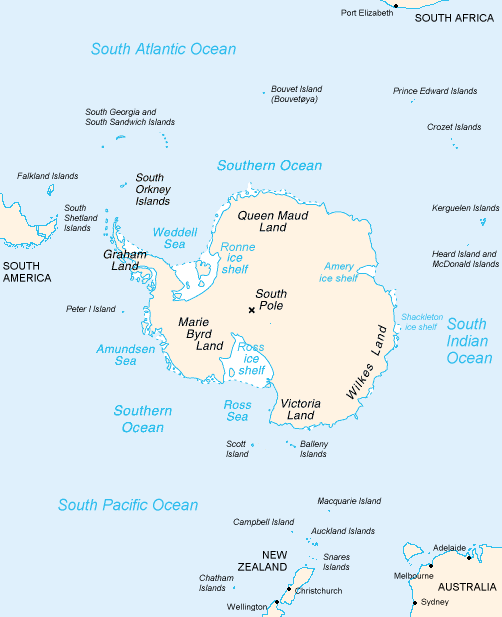
نقشه جنوبگان و جزایر اطراف آن

## تأثیر جریان حول قطبی جنوبگان و گردش دماشوری

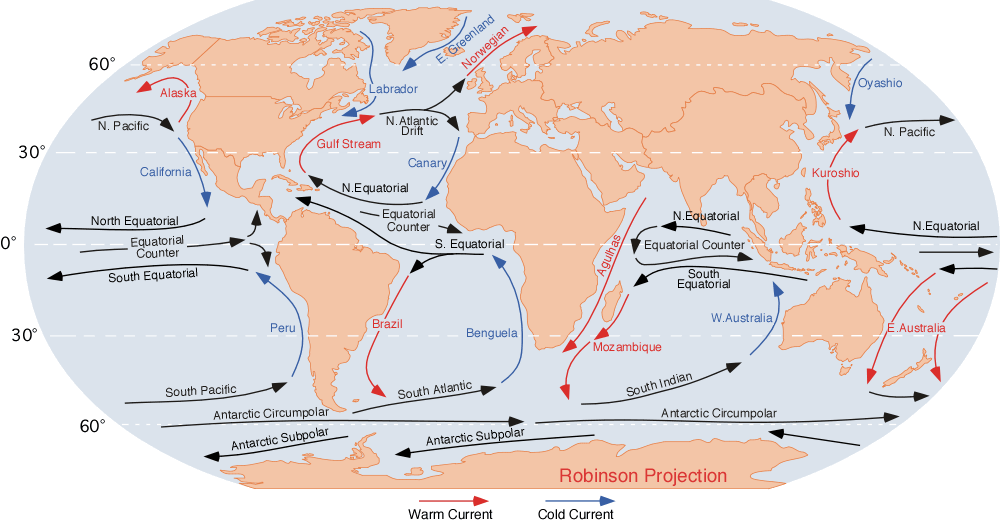
جریان‌های عمده اقیانوسی، جریان پیراقطبی جنوبگان دیده می‌شود. علاوه بر گردش دماشوری، جریان حول قطبی قطب جنوب نیز به شدت بر آب و هوای جهانی تأثیر قرار می‌گذارد.

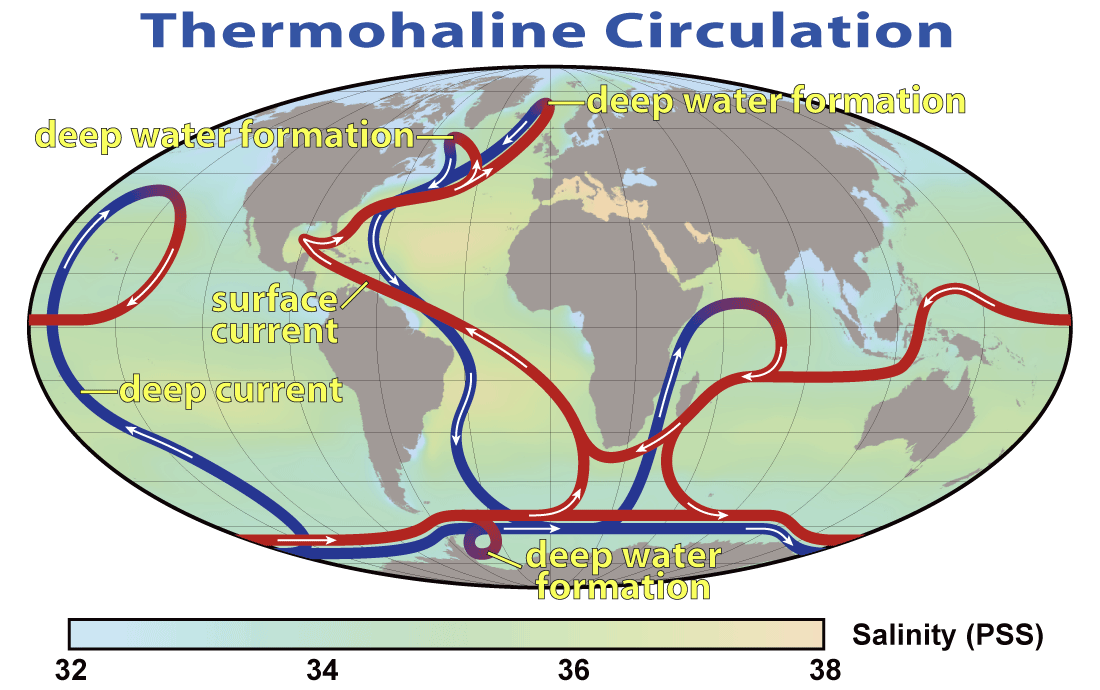
مسیرهای آبی رنگ جریان اقیانوسی عمیق و مسیرهای قرمز رنگ جریان‌های سطحی حاصل از گردش دماشوری را نشان می‌دهند.

جریان حول قطبی جنوبگان، مهمترین جریان اقیانوسی در اقیانوس منجمد جنوبی و تنها جریان اقیانوسی است که تمام زمین را دور می‌زند. این جریان شرق سو، حوزه‌های جنوبی سه اقیانوس آرام، اطلس و هند را به یکدیگر متصل می‌کند. این جریان از سطح آب تا عمق ۲۰۰۰ تا ۴۰۰۰ متری و با عرض بیش از ۲۰۰۰ کیلومتر، بیش از هر جریان اقیانوس دیگری آب را در اقیانوس‌ها جابه‌جا می‌کند. حجم آب جابجا شده ۱۵۰ سوردارپ (۱۵۰ میلیون مترمکعب در ثانیه) تخمین زده شده‌است. جریان حول قطبی جنوبگان به همراه گردش دماشوری به شدت بر آب و هوای جهانی را تحت تأثیر قرار دارند.

## جزایر جنب‌جنوبگان
لیستی از جزایری که در ناحیه جنب‌جنوبگان واقع شده‌اند:
| نام مجموعه جزیره           | مختصات                                                | اقیانوس      | ادعا شده توسط |
| -------------------------- | ----------------------------------------------------- | ------------ | ------------- |
| جزایر آنتی‌پود              | ۴۹°۴۰′ جنوبی ۱۷۸°۴۶′ شرقی / ۴۹٫۶۶۷°جنوبی ۱۷۸٫۷۶۷°شرقی | اقیانوس آرام | نیوزیلند      |
| جزایر اوکلند               | ۵۰°۴۲′ جنوبی ۱۶۶°۰۵′ شرقی / ۵۰٫۷۰۰°جنوبی ۱۶۶٫۰۸۳°شرقی | اقیانوس آرام | نیوزیلند      |
| جزایر باونتی               | ۴۷°۴۵′ جنوبی ۱۷۹°۰۳′ شرقی / ۴۷٫۷۵۰°جنوبی ۱۷۹٫۰۵۰°شرقی | اقیانوس آرام | نیوزیلند      |
| جزیره بووه                 | ۵۴°۲۶′ جنوبی ۰۳°۲۴′ شرقی / ۵۴٫۴۳۳°جنوبی ۳٫۴۰۰°شرقی    | اقیانوس اطلس | نروژ          |
| مجمع الجزایر کمپبل         | ۵۲°۳۲′ جنوبی ۱۶۹°۰۸′ شرقی / ۵۲٫۵۳۳°جنوبی ۱۶۹٫۱۳۳°شرقی | اقیانوس آرام | نیوزیلند      |
| جزایر کروزت                | ۴۶°۲۵′ جنوبی ۵۱°۵۹′ شرقی / ۴۶٫۴۱۷°جنوبی ۵۱٫۹۸۳°شرقی   | اقیانوس هند  | فرانسه        |
| جزیره هرد و جزایر مک‌دونالد | ۵۳°۰۴′ جنوبی ۷۳°۰۰′ شرقی / ۵۳٫۰۶۷°جنوبی ۷۳٫۰۰۰°شرقی   | اقیانوس هند  | استرالیا      |
| جزایر کرگولن               | ۴۹°۱۵′ جنوبی ۶۹°۳۵′ شرقی / ۴۹٫۲۵۰°جنوبی ۶۹٫۵۸۳°شرقی   | اقیانوس هند  | فرانسه        |
| جزیره مک‌کواری              | ۵۴°۳۸′ جنوبی ۱۵۸°۵۲′ شرقی / ۵۴٫۶۳۳°جنوبی ۱۵۸٫۸۶۷°شرقی | اقیانوس آرام | استرالیا      |
| جزایر پرینس ادوارد         | ۴۶°۴۶′ جنوبی ۳۷°۵۱′ شرقی / ۴۶٫۷۶۷°جنوبی ۳۷٫۸۵۰°شرقی   | اقیانوس هند  | آفریقای جنوبی |
| جزیره جورجیای جنوبی        | ۵۴°۳۰′ جنوبی ۳۷°۰۰′ غربی / ۵۴٫۵۰۰°جنوبی ۳۷٫۰۰۰°غربی   | اقیانوس اطلس | بریتانیا      |
| جزیره ساندویچ جنوبی        | ۵۷°۳۰′ جنوبی ۲۷°۰۰′ غربی / ۵۷٫۵۰۰°جنوبی ۲۷٫۰۰۰°غربی   | اقیانوس اطلس | بریتانیا      |
| جزایر اسنیرز               | ۴۸°۰۱′ جنوبی ۱۶۶°۳۲′ شرقی / ۴۸٫۰۱۷°جنوبی ۱۶۶٫۵۳۳°شرقی | اقیانوس آرام | نیوزیلند      |